# Live Phish Volume 16
Live Phish Volume 16 è un album dal vivo dei Phish, pubblicato il 29 ottobre 2002 (in contemporanea ai Volumi 13, 14 e 15 della serie Live Phish) dalla Elektra Records.  Il disco riporta l'esibizione del gruppo al Thomas and Mack Center di Las Vegas, nella notte di Halloween del 1998.
È il quarto di 6 spettacoli di Halloween in cui i Phish hanno eseguito dal vivo in un unico concerto un intero album di un altro artista: nel caso della performance in questione, il gruppo svelò la sera stessa che avrebbe eseguito durante il secondo set l'album dei Velvet Underground Loaded. Come spesso accade per i lunghissimi concerti della band, anche questo fu diviso in successive uscite (o "set").
Questa è l'unica performance di Halloween nella quale i Phish si discostarono dalla scaletta del disco originale, eseguendo lunghe improvvisazione (soprattutto nei brani Rock & Roll e Lonesome Cowboy Bill).
L'esibizione della notte di Halloween è contenuta nei primi 3 dischi; il 4 riporta invece una parte del concerto eseguito dalla band sempre al Thomas and Mack Center la sera precedente (30 ottobre 1998), ed è composto di pezzi usualmente eseguiti dai Phish. Benché il concerto della notte di Halloween del 1998 non sia il più lungo dei Phish, con l'aggiunta del disco 4 il  Volume 16 raggiunge quasi le 5 ore di musica e risulta il disco più lungo della serie Live Phish (il più breve è invece il Vol. 3).

## Tracce

### Disco 1
Primo set:
1. Axilla I
2. Punch You in the Eye
3. Roggae
4. Birds of a Feather
5. Sneakin' Sally Thru the Alley
6. Chalk Dust Torture
7. Lawn Boy
8. Mike's Song
9. Frankie Says
10. Weekapaug Groove

### Disco 2
Secondo set (esecuzione integrale dell'album Loaded):
1. Who Loves the Sun
2. Sweet Jane
3. Rock & Roll
4. Cool It Down
5. New Age
6. Head Held High
7. Lonesome Cowboy Bill
8. I Found a Reason"
9. Train Round the Bend
10. Oh! Sweet Nuthin

### Disco 3
Terzo set:
1. Wolfman's Brother
2. Piper
3. Ghost
4. Sleeping Monkey
5. Tweezer Reprise

### Disco 4
Cd Bonus (concerto del 30 ottobre 1998 al Thomas and Mack Center):
1. Run Like an Antelope
2. Stash
3. Manteca
4. Tweezer
5. NICU
6. Prince Caspian
7. Golgi Apparatus
8. Driver
9. Free Bird